# Vrede van Melun
De Vrede of het Verdrag van Melun is een vredesverdrag dat op 11 april 1226 werd gesloten tussen Vlaanderen en Frankrijk in Melun. Het bevatte de voorwaarden voor de vrijlating van Ferrand van Portugal, graaf-gemaal van Vlaanderen, die tijdens de Slag bij Bouvines door de Franse koning Filips August was gevangengenomen.
Koning Lodewijk VIII van Frankrijk, opvolger van Filips August, kwam met Ferrands echtgenote, Johanna van Constantinopel, overeen dat Ferrand op Kerstmis 1226 zou vrijkomen. Op 8 november 1226 stierf Lodewijk VIII echter. Daarna werd er een nieuw verdrag afgesloten tussen Blanche van Castilië, in naam van haar minderjarige zoon Lodewijk IX van Frankrijk, en Ferrand en Johanna, te Parijs. Uiteindelijk kwam Ferrand op 6 januari 1227 vrij.
In het verdrag hadden Ferrand en Johanna zich onderworpen aan de Franse kroon. Voorts hadden ze toegezegd in Kroon-Vlaanderen geen nieuwe kastelen meer te bouwen en de bestaande slechts mits uitdrukkelijke toestemming te veranderen. Voorts dienden ze 50.000 Parijse ponden te betalen. In een eerste fase voldeden ze de helft en gaven ze Rijsel, Douai en Sluis in onderpand.
De edelen en steden van Vlaanderen werden verplicht een eed van trouw aan de Franse kroon af te leggen. Dit gebeurde in Rijsel, Ieper, Brugge, Sint-Winoksbergen en Gent. Ook Damme werd gevraagd de vredesvoorwaarden te aanvaarden.
Vertaald uittreksel uit de tekst van het verdrag waarop de gemeenten moesten zweren:
Wij, schepenen en de hele gemeente laten weten dat wij op het Evangelie deze eed hebben gezworen: moest het gebeuren - God spare er ons voor - dat onze graaf van Vlaanderen de overeenkomst van Melun niet naleeft, dan zullen wij de graaf niet bijstaan, noch hulp of raad verstrekken, maar daarentegen de koning en zijn erfgenamen uit al onze krachten ondersteunen en hem trouw dienen tegen onze graaf, totdat het onverschil door het Hof van de Pairs wordt beslecht.
Het verdrag had gevolgen op langere termijn. Aan Johanna en na haar aan Margaretha II van Constantinopel, Gwijde van Dampierre en Robrecht III van Bethune werden dezelfde eisen opgelegd, alhoewel in gewijzigde vorm. Onder de regering van Lodewijk IX van Frankrijk en Filips III bleef het verdrag dode letter, maar Filips de Schone haalde het onder het stof vandaan.